# Lem (Skive)
Lem is een plaats in de Deense regio Midden-Jutland, gemeente Skive. De plaats telt 545 inwoners (2008).